# Topónimos celtas em Portugal

Mapa Etno-Linguístico da Península Ibérica por volta de

A toponímica celta portuguesa refere-se aos nomes próprios de lugares em Portugal cuja origem é das línguas celtas.
Na área correspondente ao actual Portugal, diversas localidades com toponímica celta encontram-se citadas até por autores antigos. Nela, as regiões onde podemos encontrar um maior número desses topónimos são o norte (habitado sobretudo pelos Galaicos) o centro do país (habitado pelos Lusitanos, cuja língua tinha diversos celtismos, possivelmente mesmo uma língua celta, e por povos com dialectos potencialmente celtas, de mais difícil categorização, como a língua dos vetões.) Mas igualmente o sul (no Alentejo, habitado pelos célticos, e no Algarve, habitado pelos fortemente celtizados Cónios. Mesmo a língua de Tartesso é por alguns classificada como celta, ainda que não haja consenso). Povos que se movimentaram no território hoje português, interagindo, por vezes com migrações e disputas inter-tribais, nas regiões que viriam em grande medida a corresponder às antigas Províncias romanas da Lusitânia e da Galécia.
| “ | Éforo, em seu relato, faz Céltica tão grande em seu tamanho que atribui às regiões de Céltica a maioria das regiões, tão longe quanto Gades, do que agora chamamos Ibéria [...] | ” |

## Lista de localidades (Poliotopónimos - Nomes de Assentamentos Humanos)
Notas:
- Nomes marcados como asterisco são nomes propostos pelos autores como possíveis, mas que não possuem atestação nas fontes;
- Nomes com sinais de interrogação indicam que sua identificação é incerta.
- "Briga" ou a variante "Brica", é um topónimo muito frequente que significa "Povoação Fortificada", este nome, por sua vez tem origem no vocábulo proto-celta *-brigs[4], que significa "outeiro, sítio alto", e por extensão "castro, fortificação no alto" (atualmente os vestígios destas antigas povoações fortificadas denominam-se castros). Estes topónimos têm uma origem comum, ou seja, são cognatos, com topónimos de outras línguas celtas modernas tais como brí, ("outeiro") em gaélico irlandês, e bre, ("outeiro") em bretão e em galês. Estes topónimos têm equivalência com o topónimo latino castrum (castro) que significa fortaleza, fortificação, ou acampamento militar e com o topónimo de origem árabe alcácer (em árabe al-Qasr), que é a arabização do latim castrum (singular) ou de castra (plural) (empréstimo de origem latina no árabe).
- Por "celta" entenda-se uma denominação genérica para várias línguas e dialetos celtas, que na Antiguidade já eram vários, embora com uma origem comum no proto-celta e aparentados, com variantes na morfologia (forma) dos vocábulos e topónimos (pelo que muitas vezes não há uma forma única de um topónimo variando por regiões).

### Topónimos Celtas (latinizados)[5]
| Nome celta ou celta latinizado                                      | Etimologia (significado do nome) (tradução)                                                               | Nome português (equivalente)                               | Nome atual (português)                                                  | Localização | Nota | Ref.                              |
| ------------------------------------------------------------------- | --- | ---------------------------------------------------------- | ----------------------------------------------------------------------- | --- | --- | --------------------------------- |
| Abelterium                                                          | | Abeltério                                                  | Alter do Chão                                                           | Concelho de Alter do Chão, centro do Distrito de Portalegre, Alentejo, Sul interior de Portugal                                   | | [ 6 ]                             |
| Abobriga Abobrica Avobriga Aviobriga Aobriga Adobriga               | | Abóbriga Abóbrica Avóbriga Avióbriga Aóbriga Adóbriga      | Talvez Delães (?)                                                       | freguesia de Delães, concelho de Vila Nova de Famalicão, norte do Distrito do Porto, Douro Litoral, Norte litoral de Portugal (?) | | [ 7 ] [ 8 ] [ 9 ] [ 10 ]          |
| Aeminium                                                            | | Emínio                                                     | Coimbra                                                                 | concelho de Coimbra, centro do Distrito de Coimbra, Beira Litoral, Centro litoral de Portugal.                                    | Esta cidade tomou o nome de "Conimbriga", uma outra cidade, entrada em declínio, situada próximo da atual Condeixa-a-Velha, e passou a ser denominada como tal. | [ 11 ]                            |
| Alanobricae Alaniobricae *Alanobriga *Alanobris                     | | Alanóbrica Alanióbrica Alanóbriga Alanobris                | Eiras, Santo Amaro                                                      | | | [ 12 ] [ 13 ]                     |
| *Alavara *Talavara *Talavarium                                      | | *Alavara *Talavara Talavário                               | Aveiro                                                                  | | | [ 14 ]                            |
| *Albocelo                                                           | | Albócelo                                                   | Vilar de Maçada                                                         | | | [ 15 ]                            |
| Albucelainco                                                        | | Albucelainco                                               | Repeses                                                                 | | | [ 16 ]                            |
| Alcobria *Arcobriga                                                 | | Alcóbria Arcóbriga                                         | Alcarva, Ranhados                                                       | | | [ 17 ]                            |
| Aliobriga                                                           | | Alióbriga                                                  | Castro de Cidadelhe                                                     | | | [ 7 ]                             |
| Ammaia                                                              | | Amaia                                                      | São Salvador da Aramenha                                                | | | [ 18 ]                            |
| Anobrica Anobriga Anobrega                                          | | Anóbrica Anóbriga Anóbrega                                 | Aboim da Nóbrega (Nóbrega)                                              | | | [ 19 ]                            |
| *Analubriga Annubria                                                | | Analúbriga Anubria                                         | Anobra                                                                  | | | [ 20 ]                            |
| Arabriga Aranker Etobrico (?)                                       | Aranker - "Próximo ao Rochedo" "Junto ao Rochedo" "Antes do Rochedo"                                      | Arábriga Arenquer Etóbrico (?)                             | Alenquer                                                                | Concelho de Alenquer, Distrito de Lisboa, Estremadura, centro de Portugal                                                         | Derivado dos étimos celtas antigos ar-, ara, próximo, junto, antes, e de kar ou ker (outras variantes kal ou gal) - rocha, rochedo, penhasco, através do Baixo latim Alancar (que também originou o apelido Alencar). | [ 21 ] [ 22 ] [ 23 ]              |
| Arabriga Axabriga                                                   | | Arábriga Axábriga                                          | Xabregas (?)                                                            | freguesia do concelho de Lisboa, Distrito de Lisboa, Estremadura, centro de Portugal                                              | | [ 17 ] [ 24 ] [ 25 ]              |
| Aranni Arandis                                                      | | Arandis                                                    | Ourique, Castro Verde e Odemira (cividade) Santa Bárbara de Padrões (?) | | | [ 26 ] [ 27 ]                     |
| *Arcuce(lum?)                                                       | | Arcúcelo dos Límicos                                       | Abitureira                                                              | | | [ 15 ]                            |
| Ardesusbriga                                                        | | Ardesúsbriga                                               | Ardezubre                                                               | | | [ 17 ]                            |
| Armona                                                              | | Armona                                                     | Armona                                                                  | | | [ 28 ]                            |
| Aruci Aruci Novum Oppidum Arucinatum Arucia Nova Civitas Aruccitana | "Nova Arucos" "Povoação Principal Arucitana" "Nova Cividade Arucitana"                                    | Nova Arucos Nova Arúcia Nova Cividade Arucitana            | Moura                                                                   | | Referente aos arucos ou arucitanos, uma tribo dos túrdulos | [ 29 ] [ 30 ] [ 31 ]              |
| Aufragia                                                            | | Aufrágia                                                   | Fareja (?)                                                              | | | [ 32 ] [ 33 ]                     |
| *Aulobriga *Aulobrigensis                                           | | Aulóbriga Aulobrigense                                     | Fermedo                                                                 | | | [ 34 ]                            |
| Baesuris Esuri                                                      | | Besuris Esuris                                             | Castro Marim                                                            | | | [ 35 ] [ 36 ]                     |
| Balatucelo                                                          | | Balatúcelo Balatúcelo dos Corlanos                         | Santo Estêvão                                                           | | | [ 16 ]                            |
| Balsa                                                               | | Balsa                                                      | Luz de Tavira                                                           | | | [ 37 ]                            |
| Baltum                                                              | | Balto                                                      | Albufeira                                                               | | | [ 38 ] [ 39 ]                     |
| Bevipo                                                              | | Bevipo                                                     | Alcácer do Sal                                                          | | Nome anterior a Salacia. | [ 40 ]                            |
| Brigantia                                                           | | Brigância                                                  | Bragança                                                                | | Outro nome da cidade era Julióbriga (em homenagem a Caio Júlio César, mas este nome não perdurou). Referente aos brigantes, uma tribo galaica (nome derivado do celta antigo briga - outeiro, povoação fortificada) | [ 41 ] [ 42 ]                     |
| Brita/s                                                             | | Brita/s                                                    | ?                                                                       | | | [ 28 ]                            |
| Budens                                                              | | Budens                                                     | Budens                                                                  | | | [ 28 ]                            |
| Burrulobriga Burrulobrigensis                                       | | Burrulóbriga Burrulobrigense                               | Borba (?) Elvas (?)                                                     | | | [ 34 ] [ 43 ]                     |
| Caladunum                                                           | "Fortaleza da Rocha" "Fortaleza do Penhasco"                                                              | Caladuno                                                   |                                                                         | Em Trás-os-Montes, próximo a Chaves                                                                                               | Do celta antigo kala / gala (derivado do étimo kar- / kal-) - rocha, penhasco e dunon - fortaleza. (r > l) | [ 44 ] [ 45 ]                     |
| Calambriga                                                          | | Calâmbriga                                                 | Vale de Cambra                                                          | | | [ 46 ] [ 47 ] [ 48 ] [ 47 ]       |
| Calantia Calantica Calantria Calancia Callancia                     | | Calância Calântica Calântria                               | Arraiolos                                                               | | Nome derivado do celta antigo kar- / kal-, rocha ou penhasco (r > l), kala | [ 49 ]                            |
| Cale Calem                                                          | "Rocha" ou "Penhasco"                                                                                     | Cale Calem                                                 | Vila Nova de Gaia                                                       | Município de Vila Nova de Gaia, Distrito do Porto, Douro Litoral, norte de Portugal                                               | Derivado do étimo celta antigo kar-, rochedo, penhasco (variantes kal- / gal-) (r > l; k > g), kala ou gala | [ 50 ] [ 51 ]                     |
| Carcavellus                                                         | "Pequena Rocha" "Pequeno Penhasco"                                                                        | Carcavelos                                                 | Carcavelos                                                              | antiga freguesia de Carcavelos, município de Cascais, Distrito de Lisboa, Estremadura, centro de Portugal                         | Carcavellus é o diminutivo de Carcavus, que é a latinização do étimo céltico kar-, 'rochedo' (variantes kal- / gal-) (r > l; k > g) | [ 52 ]                            |
| Cairnie Chyd                                                        | "Sepulcro da Saúde"                                                                                       | Carnaxide                                                  | Carnaxide                                                               | freguesia de Carnaxide, município de Oeiras, Distrito de Lisboa, Estremadura, centro de Portugal                                  | De Cairniechyd, "sepulcro da saúde", carn ou cairn - sepulcro coberto de pedras, deriva do étimo céltico kar-, 'rochedo' (variantes kal- / gal-), ch = [ x ] > [ ʃ ] Há outras hipóteses para a origem do nome mas este é o que tem maior semelhança na morfologia. | [ 53 ]                            |
| Carnid                                                              | "Sepulcro Coberto de Pedras"                                                                              | Carnide                                                    | Carnide                                                                 | freguesia de Carnide, município de lisboa, Distrito de Lisboa, Estremadura, centro de Portugal                                    | Derivado do celta antigo carn (comparar com cairn no gaélico escocês, carnedd em galês), vocábulo derivado do étimo céltico kar-, 'rochedo' (variantes kal- / gal-) | [ 54 ]                            |
| Celiobriga Caeliobriga Coeliobriga Caliobriga                       | "Povoação Fortificada Oculta"                                                                             | Celióbriga Calióbriga                                      | Celorico de Basto (?)                                                   | | Derivado do étimo celta antigo cel - oculto, escondido | [ 55 ] [ 56 ] [ 57 ]              |
| Celiobriga Caeliobriga Coeliobriga Caliobriga                       | "Povoação Fortificada Oculta"                                                                             | Celióbriga Calióbriga                                      | Celorico da Beira (?)                                                   | | Derivado do étimo celta antigo cel - oculto, escondido | [ 55 ] [ 56 ] [ 57 ]              |
| *Caliabriga                                                         | | Caliábriga                                                 | Castelo Calabre, Vila Nova de Foz Côa                                   | | | [ 47 ] [ 55 ] [ 56 ]              |
| Cantippo                                                            | | Cântipo                                                    | ?                                                                       | | | [ 28 ]                            |
| Cattaleucos Catraleucos                                             | | Cataleucos Catraleucos                                     | Castelo Branco                                                          | | Um dos elementos do topónimo - leukos, em celta antigo significava "branco" (línguas celtas antigas coincidem com o vocábulo em língua grega antiga para a mesma cor) | [ 58 ] [ 59 ] [ 60 ]              |
| Cetobriga Cetobrica Cetobrix                                        | | Cetóbriga Cetóbrica Cetóbrix                               | Setúbal                                                                 | | | [ 61 ]                            |
| Cilpes                                                              | | Cilpes                                                     | Silves                                                                  | | | [ 62 ]                            |
| Colippo                                                             | | Colipo                                                     | Leiria                                                                  | | | [ 63 ]                            |
| Conimbriga                                                          | "Povoação Fortificada dos Cónios" "Povoação Fortificada da Colina"                                        | Conímbriga                                                 | Condeixa-a-Velha                                                        | | Situada próximo da atual Condeixa-a-Velha, esta cidade, entrada em declínio, teve o seu nome tomado pela cidade de Aeminium que passou a denominar-se "Conimbriga". O topónimo pode referir-se ao etnónimo "cónios" (conii) ou "cinetas" (cynetes, cynei), que tem origem no proto-celta *kwon - cão (como símbolo étnico totémico de um povo neste caso) ou, em alternativa, ao étimo celta antigo kon-, colina (comparar com uma língua celta moderna como o vocábulo do gaélico irlandês cnoc - colina). A colina de Conímbriga refere-se à povoação pré-romana que se situava na colina, a povoação romana do mesmo nome ficava na planície. | [ 64 ] [ 65 ] [ 64 ] [ 66 ]       |
| Conistorgis                                                         | | Conistorgis                                                | Desconhecido                                                            | | | [ 67 ]                            |
| Cyneticum Iugum                                                     | | Cabo Cinético                                              | Cabo de Sines                                                           | | | [ 68 ]                            |
| Dipo                                                                | | Dipo                                                       | Desconhecido                                                            | | | [ 69 ]                            |
| Dumium                                                              | | Dúmio                                                      | Dume                                                                    | | | [ 70 ]                            |
| Ebora Ebora Cerealis (misto) Liberalitas Iulia (não celta)          | "Teixo"                                                                                                   | Ebora Ebora Cereal Liberalidade Júlia                      | Évora                                                                   | | Ebura é um nome derivado do celta antigo eburos (teixo - Taxus baccata) (espécie de árvore ou arbusto de grande porte) | [ 71 ] [ 72 ] [ 73 ]              |
| Eburobrittium                                                       | | Eburobrício                                                | Amoreira                                                                | | | [ 71 ]                            |
| *Eburobris *Eburobriga                                              | "Povoação Fortificada do Teixo" (Eburos e Briga)                                                          | Ebúrobris Eburóbriga                                       | Fundão                                                                  | | | [ 74 ]                            |
| *Elaneobriga Elaneobrigensis Castello Letiobri                      | | Elaneóbriga Elaneobrigense Castelo de Letiobri             | Braga                                                                   | | | [ 75 ] [ 76 ]                     |
| Evion                                                               | | Évio                                                       | ?                                                                       | | | [ 28 ]                            |
| *Helvae                                                             | | Elvas                                                      | Elvas                                                                   | | | [ 77 ]                            |
| Ipses                                                               | | Ipses                                                      | Alvor                                                                   | | | [ 78 ]                            |
| Iulia Modesta (não celta) Verurium (?) Velladis (?)                 | | Júlia Modesta Verúrio (?) Veladis (?)                      | Bobadela                                                                | | | [ 79 ] [ 80 ]                     |
| Iurumenia (?)                                                       | | Jurumenha                                                  | Juromenha                                                               | | Não há acordo em relação à origem do topónimo (arabização de um nome de origem celta?) | [ 28 ]                            |
| Lacobriga                                                           | "Povoação Fortificada do Lago"                                                                            | Lacóbriga                                                  | Lagos                                                                   | | Referente a uma povoação fortificada no Monte Molião, o lago refere-se à massa de água do estuário do Rio Molião ou Ribeira de Bensafrim, na atual marina de Lagos. | [ 81 ]                            |
| Lamecum Lameca Lama                                                 | | Lameco Lameca Lama                                         | Lamego                                                                  | | | [ 82 ] [ 83 ]                     |
| Lancobriga Loncobriga                                               | | Lancóbriga Loncóbriga                                      | Fiães                                                                   | | | [ 55 ] [ 82 ] [ 7 ] [ 84 ] [ 82 ] |
| Londobris                                                           | | Londobris                                                  | Peniche                                                                 | | | [ 85 ]                            |
| Longobriga Longobrica                                               | | Longóbriga Longóbrica                                      | Longroiva                                                               | | | [ 86 ]                            |
| Lorica Lobriga                                                      | | Loriga                                                     | Loriga                                                                  | | | (?)                               |
| Malateca                                                            | | Malateca                                                   | Marateca, Palmela (só o nome) Ribeira da Marateca (só o nome)           | | | [ 87 ] [ 88 ]                     |
| Medobriga Meidubriga Medobrega Medubriga                            | | Medóbriga Meidúbriga Medóbrega Medúbriga                   | Ranhados (?) Freixo de Numão (?)                                        | | | [ 89 ] [ 90 ] [ 91 ]              |
| Mirobriga Meribriga Merobrica                                       | "Povoação Fortificada do Mar" (do celta antigo miros - "mar" e briga - "outeiro", "povoação fortificada") | Miróbriga Meríbriga Meróbrica                              | Santiago do Cacém                                                       | | Há cognatos em línguas celtas modernas tais como o galês môr - mar. | [ 92 ] [ 93 ]                     |
| Montobrica                                                          | | Montóbrica                                                 | Desconhecido                                                            | Desconhecida Entre Castelo de Vide e San Vicente de Alcántara                                                                     | | [ 94 ]                            |
| Moron                                                               | | Morão                                                      | Chões de Alpompé (?) Chã Marcos (?)                                     | | | [ 95 ] [ 96 ]                     |
| *Nixiebriga                                                         | | Nixiébriga                                                 | Nexebra                                                                 | | | [ 19 ]                            |
| Oge[lensi?]                                                         | | Ogelensis                                                  | Sul                                                                     | | | [ 15 ]                            |
| Ossonoba                                                            | | Ossónoba                                                   | Faro                                                                    | | | [ 97 ]                            |
| Roboretum Velladis (?)                                              | | Reboreto Veladis (?)                                       | Castro de Avelãs                                                        | | | [ 98 ] [ 99 ]                     |
| Scallabis                                                           | | Escálabis                                                  | Santarém                                                                | | | [ 100 ]                           |
| Segovia                                                             | | Segóvia                                                    | Segóvia, Campo Maior                                                    | | | [ 101 ]                           |
| *Seliobriga                                                         | | Selióbriga                                                 | Selióbria (hoje São Martinho de Pedrulhais, Sepins)                     | | | [ 102 ]                           |
| Senna                                                               | | Sena                                                       | Seia                                                                    | | Enclave dos túrdulos opidanos em território dos lusitanos |                                   |
| Sellium                                                             | | Sélio                                                      | Tomar                                                                   | | | [ 102 ]                           |
| Serpa                                                               | | Serpa                                                      | Serpa                                                                   | | | [ 103 ]                           |
| Talabara                                                            | | Talabara                                                   | Alpedrinha (?) Capinha (?)                                              | | | [ 104 ] [ 105 ]                   |
| Talabrica                                                           | | Talábrica                                                  | Cabeço do Vouga, Águeda                                                 | | | [ 89 ]                            |
| Talabriga                                                           | | Talábriga                                                  | Branca (?) Cacia (?)                                                    | | | [ 55 ] [ 106 ]                    |
| Talabriga                                                           | | Talábriga                                                  | Estorãos                                                                | | | [ 107 ]                           |
| Tameobriga                                                          | | Tameóbriga                                                 | Foz do rio Tâmega                                                       | | | [ 7 ]                             |
| Tarbucelum                                                          | | Tarbúcelo                                                  | Montariol                                                               | | | [ 16 ]                            |
| Tongobriga *Tongobrica *Tongobrigensium Tungobriga (?) Tameobrico   | | Tongóbriga Tungóbriga Tongobrigênsio Tongóbrica Tameóbrico | Freixo concelho de Marco de Canaveses                                   | | | [ 7 ] [ 94 ] [ 108 ]              |
| Tubucci                                                             | | Tubucos                                                    | Abrantes                                                                | | | [ 109 ]                           |
| *Tureobriga Tur(o)lobriga *Sambrucel *Cusicelensibus                | | Tureóbriga Turolóbriga Turlóbroga Sambrucel Cusicelênsibo  | Águas Flávias (depois Chaves)                                           | | Nome anterior a Aquae Flaviae (Águas Flávias) (depois Chaves) | [ 110 ]                           |
| Turgallium                                                          | | Turgálio                                                   | ?                                                                       | | | [ 111 ]                           |
| Uxonoba Uxbonna                                                     | | Uxonoba Uxbona                                             | ?                                                                       | | | [ 111 ]                           |
| Veniatia                                                            | | Veniácia                                                   | Vinhais                                                                 | | | [ 112 ]                           |
| Viriocelensis                                                       | | Viriocelense                                               | Vilela                                                                  | | | [ 16 ]                            |

### Topónimos mistos (celta + outra língua)[5]
| Nome celta + outra língua                                                           | Etimologia (significado do nome) (tradução)                                                          | Nome português (equivalente)                    | Nome atual (português)  | Localização                        | Nota | Ref.                            |
| ----------------------------------------------------------------------------------- | --- | ----------------------------------------------- | ----------------------- | ---------------------------------- | --- | ------------------------------- |
| Arcobrica                                                                           | | Arcóbrica                                       | Torrão (?)              |                                    | | [ 113 ]                         |
| *Arcobriga (Arcus + Briga)                                                          | Arcus (latim para "arco") + Briga (celta antigo para "povoação fortificada")                         | Arcóbriga                                       | Alcarva, Penedono       |                                    | | [ 17 ]                          |
| Arcobriga (Arcus + Briga)                                                           | | Arcóbriga                                       | Arcos de Valdevez       |                                    | | [ 55 ]                          |
| Arcobriga (Arcus + Briga)                                                           | | Arcóbriga                                       |                         | Norte do rio Douro                 | | [ 17 ]                          |
| Arcobriga (Arcus + Briga)                                                           | | Arcóbriga                                       | São Pedro do Sul        |                                    | | [ 17 ]                          |
| Aritium Praetorium (Aritium + Praetorium)                                           | Pretório de Arício                                                                                   | Pretório de Arício                              | Abrantes ou Água Branca |                                    | | [ 114 ] [ 115 ]                 |
| Aritium Vetus (Aritium + Vetus)                                                     | Arício Velho                                                                                         | Arício Velho                                    | Alvega                  |                                    | | [ 116 ]                         |
| Aruci Aruci Novum (Aruci + Novum) Oppidum Arucinatum Arucia Nova Civitas Aruccitana | | Nova Arucos Nova Arúcia Nova Cividade Arucitana | Moura                   |                                    | | [ 29 ] [ 30 ] [ 31 ]            |
| Augustobriga (?) (Augustus + Briga)                                                 | | Augustóbriga (?)                                | Badajoz                 |                                    | | [ 117 ]                         |
| Bracara Augusta (Bracara + Augusta)                                                 | + Augusta - Majestosa (em latim)                                                                     | Bracara Augusta                                 | Braga                   |                                    | Referente à tribo galaica dos brácaros e em homenagem ao 1º imperador romano Caio Octávio Augusto | [ 118 ]                         |
| Brutobrica Brutobriga (Brutus + Briga)                                              | | Brutóbriga                                      | Desconhecido            | Desconhecida Região de Badajoz (?) | | [ 34 ] [ 119 ]                  |
| Castellum Araocellum                                                                | | Castelo Araócelo                                | São Cosmado             |                                    | | [ 120 ]                         |
| Civitas Aravorum (Civitas + Aravorum)                                               | | Cividade dos Áravos                             | Marialva                |                                    | Referente à tribo lusitana dos Áravos | [ 121 ] [ 122 ]                 |
| Civitas Igaeditanorum (Civitas + Igaeditanorum)                                     | | Cividade dos Igeditanos                         | Idanha-a-Velha          |                                    | Referente à tribo lusitana dos Igeditanos | [ 123 ]                         |
| Forum Limicorum (Forum + Limicorum)                                                 | | Fórum dos Límicos                               | Ponte de Lima           |                                    | Referente à tribo galaica dos Límicos | [ 124 ]                         |
| Iulia Modesta Verurium (?) (não latino) Velladis (?) (não latino)                   | | Júlia Modesta Verúrio (?) Veladis (?)           | Bobadela                |                                    | | [ 79 ] [ 80 ]                   |
| Iuliobriga (Iulius + Briga)                                                         | | Julióbriga                                      | Bragança                |                                    | Homenagem a Caio Júlio César. É a mesma cidade que Brigância (atual Bragança). O nome Julióbriga não perdurou em detrimento de Brigantia. | [ 125 ]                         |
| Lancia Oppidana (Lancia + Oppidana) Oppidana                                        | "Lança da Povoação Principal"                                                                        | Lância Opidana                                  | Guarda                  |                                    | Referente à tribo lusitana dos Lancienses opidanos - Lancienses Oppidani) Opidana Ver Ópido (latim oppidum) | [ 126 ]                         |
| Olisippo Felicitas Iulia Olisipo (misto)                                            | | Olisipo Felicidade Júlia Olisipo                | Lisboa                  |                                    | Olisippo era a forma no caso nominativo. Olisippona era a forma no caso acusativo singular feminino. Modificação fonética: Olisippona > Lisipona > Lisibona > Lisbona > Lisbõna > Lisbõa > Lisboa A sua etimologia é ainda incerta. Topónimo de uma língua pré-celta celtizado? (por "língua ibérica" entenda-se o nome genérico para uma língua pré-celta) | [ 127 ] [ 128 ] [ 129 ] [ 130 ] |
| Petroganum                                                                          | "Rocha Esbranquiçada", "Pedra Clara" (latim petra - "pedra", "rocha", + celta ganon - clara, branca) | Petrogano                                       | Pedrógão Grande         |                                    | | [ 111 ] [ 131 ]                 |
| Portus Cale (Portus + Cale) Portus                                                  | Portus (Porto = Passagem) + Cale (Kala / Gala = Rocha, Penhasco)                                     | Portucale Portocale                             | Porto                   |                                    | Este topónimo está na origem do nome do país Portugal. O topónimo celta deriva de kar- / kal-, rocha ou penhasco (r > l), kala | [ 132 ]                         |
| Vicus Atucausenses (Vicus + Atucausenses)                                           | "Pequena Povoação" + nome nativo                                                                     | Vico Atucausense                                | Gatão                   |                                    | Ver vicus e pago | [ 133 ]                         |
| Vicus Camalocus (Vicus + Camalocus)                                                 | "Pequena Povoação" + nome nativo                                                                     | Vico de Camaloco                                | Xocanal, Crato          |                                    | Ver vicus e pago | [ 133 ]                         |
| Vicus Vanienses (Vicus + Vanienses)                                                 | "Pequena Povoação" + nome nativo                                                                     | Vico Vaniense                                   | Meimoa                  |                                    | Ver vicus e pago | [ 133 ]                         |
| Villa Cardillio (Villa + Cardillio)                                                 | "Casa de Campo" + nome nativo                                                                        | Vila de Cardílio Vila Cardílio                  | Torres Novas            |                                    | Ver villa | [ 134 ]                         |
| Vispasca                                                                            | | Vispasca                                        | Aljustrel               |                                    | Pode ter origem num topónimo celtizado de uma língua pré-celta. Pode ter origem no ibérico (termo genérico para língua pré-celta, neste caso) ves, 'montanha' (que aparece em vários topónimos europeus, como Vesúvio). | [ 135 ] [ 136 ]                 |
| Vissaium Viseum (forma em latim vulgar e Baixo latim)                               | | Viseu                                           | Viseu                   |                                    | Pode ter origem num topónimo celtizado de uma língua pré-celta. Pode ter origem no ibérico (termo genérico para língua pré-celta, neste caso) ves, 'montanha' (que aparece em vários topónimos europeus, como Vesúvio). Existe o derivado Viseus. | [ 122 ] [ 136 ]                 |

## Acidentes geográficos

### Hidrónimos (Nomes de Corpos de Água)

#### Potamónimos (Nomes de Rios)

##### Potamónimos Celtas Latinizados
| Nome celta latinizado               | Etimologia (significado do nome) (tradução)                                                 | Nome português (equivalente) | Nome atual (português) | Localização | Nota                                                                                                 | Ref.    |
| ----------------------------------- | ------------------------------------------------------------------------------------------- | ---------------------------- | ---------------------- | ----------- | --- | ------- |
| Avus Flumen Avis Flumen Avon Flumen | Água (curso de água, rio) (do celta antigo Avona ou Abona, que deriva de ava ou aba "água") | Rio Avo                      | Rio Ave                |             | O atual nome "Ave" é uma alteração fonética do nome antigo, não tem relação com ave (espécie animal) | [ 137 ] |
|                                     |                                                                                             |                              | Rio Ardila             |             | |         |
| Calipus Flumen                      |                                                                                             | Rio Calipo                   | Rio Sado               |             | | [ 138 ] |
| Durius Flumen                       |                                                                                             | Rio Dúrio                    | Rio Douro              |             | | [ 139 ] |
| Limia Flumen                        |                                                                                             | Rio Límia                    | Rio Lima               |             | | [ 137 ] |
| Minius Flumen                       |                                                                                             | Rio Mínio                    | Rio Minho              |             | | [ 139 ] |
| Monda Flumen                        |                                                                                             | Rio Monda                    | Rio Mondego            |             | | [ 140 ] |
| Nabantius Flumen                    |                                                                                             | Rio Nabâncio                 | Rio Nabão              |             | | [ 141 ] |
| Nebis Flumen                        |                                                                                             | Rio Nébis                    | Rio Neiva              |             | | [ 139 ] |
| Tamaca Flumen                       |                                                                                             | Rio Tâmaca                   | Rio Tâmega             |             | | [ 142 ] |
| Vacua Flumen                        |                                                                                             | Rio Vágua                    | Rio Vouga              |             | | [ 139 ] |

##### Potamónimos de Origem Incerta
| Nome latinizado | Etimologia (significado do nome) (tradução) | Nome português (equivalente) | Nome atual (português) | Localização | Nota | Ref.    |
| --------------- | ------------------------------------------- | ---------------------------- | ---------------------- | ----------- | --- | ------- |
| Anas Flumen     | Rio (?)                                     | Rio Anas                     | Rio Guadiana           |             | Há outros rios com a raiz vocabular e possíveis cognatos em an-, como o rio Annan no sudoeste da Escócia, no condado de Dumfries and Galloway, mas não se sabe qual o seu significado pelo que será oriundo de línguas pré-celtas e pré-romanas muito antigas. Pode ter origem no vocábulo de uma língua pré-celta para "rio" (talvez ibérico, nome genérico para língua pré-celta). | [a]     |
| Tagus Flumen    |                                             | Rio Tago                     | Rio Tejo               |             | | [ 144 ] |

### Actónimos ou Paraliónimos (Nomes de Costas, Cabos, Promontórios, Penínsulas)
Actónimos Mistos (Celta + outra língua)
| Nome celta latinizado                   | Etimologia (significado do nome) (tradução)          | Nome português (equivalente) | Nome atual (português) | Localização                                                                           | Nota | Ref. |
| --------------------------------------- | ---------------------------------------------------- | ---------------------------- | ---------------------- | ------------------------------------------------------------------------------------- | --- | ---- |
| Promontorium Avarum Promontorium Avarus | "Promontório" + (nome nativo derivado de ava - água) | Promontório Avaro            | Cabo de Santo André    | Aver-o-Mar, concelho da Póvoa de Varzim, Distrito do Porto, norte litoral de Portugal | Um dos elementos do nome refere-se a água (ava ou aba em celta antigo) (tal como a própria localidade Aver-o-Mar)          |      |
| Promontorium Barbarium                  |                                                      | Promontório Barbário         | Cabo Espichel          | Distrito de Setúbal, Estremadura, centro litoral de Portugal.                         | Topónimo possivelmente baseado num nome celta nativo (não tem relação com o latim barbarus - bárbaro)                      |      |
| Promontorium Cuneus                     | "Promontório Cúneo" "Promontório Cónio"              | Promontório Cúneo            | Cabo de Santa Maria    | Extremo sul da Ilha da Barreta, Distrito de Faro, Algarve, sul litoral de Portugal.   | Referente aos cúneos ou cónios, povo que habitava o atual Algarve, então denominado Cyneticum ou Conia devido a este povo. |      |

### Orónimos (Nomes de Elevações) (Montanhas, Montes, Colinas)
| Nome celta latinizado                                  | Etimologia (significado do nome) (tradução) | Nome português (equivalente) | Nome atual (português) | Localização                                                                            | Nota | Ref.    |
| ------------------------------------------------------ | ------------------------------------------- | ---------------------------- | ---------------------- | -------------------------------------------------------------------------------------- | --- | ------- |
| Herminius Mons                                         |                                             | Montes Hermínios             | Serra da Estrela       |                                                                                        | | [ 145 ] |
| Ogerensis, Ugerensis, Aquis Ogerensis, Aquis Ocerensis |                                             | Água Ogerense                | Serra do Gerês         | Mansio da Via Nova na comarca do Baixa Limia, Lóvios, Galiza que deu seu nome a serra. | Mudança fonética: em português - Ogerense > Ogeres > Geres (Gerês); em galego - Gerés > Xerés > Xurés (em galego [ dʒ ] / [ ʒ ] > [ ʃ ]) | [ 146 ] |